# Kinetta (film)
Pour plus de détails, voir Fiche technique et Distribution.
Kinetta est un film grec réalisé par Yórgos Lánthimos, sorti en 2005.

## Fiche technique
- Titre français : Kinetta
- Réalisation : Yórgos Lánthimos
- Scénario : Yórgos Lánthimos et Yorgos Kakanakis
- Producteur : Athiná-Rachél Tsangári
- Pays d'origine : Grèce
- Format : Couleurs - 35 mm - 1,66:1
- Genre : Film dramatique
- Durée : 95 minutes
- Dates de sortie : 
  -  Canada : 9 septembre 2005 (Festival international du film de Toronto)
  -  Grèce : 20 novembre 2005 (Festival international du film de Thessalonique)
  -  Allemagne : 15 février 2006 (Berlinale)

## Distribution
- Evangelia Randou
- Aris Servetalis (en)
- Costas Xikominos
- Youlika Skafida (el) : victime